# Запис Младеновића храст (Доњи Рачник)
Запис Младеновића храст (Доњи Рачник) се налази на парцели чији је власник Младеновић Драгослав.

## Локација
| Општина             | Јагодина                                              |
| Катастарска општина | Доњи Рачник                                           |
| Потес               | Поље                                                  |
| Координате          | 44° 03′ 45″ С; 21° 10′ 14″ И / 44.0625° С; 21.1706° И |
| Надморска висина    | 180m                                                  |

## Карактеристике
Дендрометријске вредности утврђене на терену и сателитским снимцима:
| Стабло                     | Храст |
| Висина стабла              | m     |
| Обим дебла                 | m     |
| Пречник крошње             | 22m   |
| Пречник дебла              | m     |
| Висина дебла до прве гране | m     |

## База записа
Запис је у оквиру Викимедија пројекта "Запис - Свето дрво" заведен под редним бројем 0263.